# Hung Kings' Festival
L'Hùng Kings' Festival o Festival del Tempio di Hùng Kings (in Vietnamita: Giỗ Tổ Hùng Vương o lễ hội đền Hùng) è un festival vietnamita a cadenza annuale.
Si celebra ogni anno dall'8º all'11º giorno del terzo mese lunare in onore dei re Hùng Vương o Hùng. La Giornata principale, e quindi la più caratteristica del Festival, e che dal 2007 è un giorno festivo in Vietnam, è il decimo giorno.
Anche se il nome ufficiale, in lingua inglese, è Death Anniversary of the Hung Kings (in Vietnamita: Giỗ Tổ Hùng Vương), la data è solo tradizionale e non segna nessuna data specifica per la morte di alcun Re.

## Il Festival
Lo scopo di questa cerimonia è ricordare e rendere omaggio al contributo dei Re Hung che sono i tradizionali fondatori della Nazione e ne sono diventati i primi Imperatori. Celebrata inizialmente come una festa locale, la Cerimonia è stata riconosciuta come festa nazionale e, nel 2016, il numero totale di visitatori della festa è arrivato a raggiungere circa sette milioni.

## La cerimonia principale
La cerimonia si svolge nell'arco di diversi giorni, ma il decimo giorno del mese, in genere, è considerato il più importante.  Una processione inizia ai piedi della montagna e si ferma ad ogni piccolo tempio prima di raggiungere l'alto tempio.  Qui i pellegrini offrono preghiere e incenso ai loro antenati.

## Oggetto della celebrazione
La celebrazione può essere ricollegata al periodo della Dinastia Hồng Bàng e alla leggenda di Hùng Vương, eroe della cultura del popolo vietnamita, primo re del Vietnam e padre fondatore della Nazione.
Oggi, quindi, questa ricorrenza, molto sentita dal popolo vietnamita, è anche un modo per celebrare le proprie ricche tradizioni storiche.